# Solid Edge
Solid Edge è un software di progettazione ibrida 2D/3D sviluppato da Siemens PLM Software.
Offre evolute funzionalità di modellazione e di progettazione dei componenti e degli assiemi, gestione trasparente dei dati e un ambiente integrato di analisi ad elementi finiti.